# Christopher Tolkien
Christopher John Reuel Tolkien (21. listopadu 1924 Leeds – 16. ledna 2020 Draguignan) byl anglický spisovatel a editor, nejmladší syn spisovatele J. R. R. Tolkiena. Ve známost vešel především jako editor otcových posmrtně vydaných děl. Pro vydání připravil knihy Silmarillion, Nedokončené příběhy, The History of Middle-earth, Húrinovy děti, Beren a Lúthien a Pád Gondolinu. Nakreslil rovněž mapy pro Pána prstenů, které podepsal iniciály C. J. R. T.

## Životopis
Christopher Tolkien se narodil v Leeds v Anglii jako třetí a nejmladší syn J. R. R. Tolkiena. Jeho matkou byla Edith Tolkienová. Během druhé světové války sloužil jako pilot u Royal Air Force a potom studoval angličtinu na Oxfordské univerzitě.
V dětství mu otec vyprávěl příběhy o Bilbu Pytlíkovi, v mládí mu potom Christopher dával zpětnou vazbu na Pána prstenů. Měl za úkol vytvořit mapy Středozemě do knih z otcových někdy i protikladných nákresů. Hlavní mapu nakreslil v 70. letech, aby opravil některé chyby a opomenutí.
Christopher žil od 70. let ve Francii se svou druhou ženou Baillie Tolkienovou, která se podílela jako editorka na vydání knihy Dopisy Dědy Mráze (The Father Christmas Letters), díla J. R. R. Tolkiena. Mají dvě děti, Adama a Rachel. Jeho syn z prvního manželství, Simon Tolkien, je advokát a romanopisec.
V roce 2001 obdržel žádost o vyjádření svého postoje k filmové trilogii Pán prstenů režírované Peterem Jacksonem. Vyjádřil obavy, že ve filmovém zpracování nemusí zůstat podstata díla, ale zdůraznil, že je to jenom jeho názor.
Zemřel 16. ledna 2020 v noci ze středy na čtvrtek v nemocnici v Draguignanu na jihovýchodě Francie.

## Dílo
Jeho otec J. R. R. Tolkien napsal velké množství prací spojených se Středozemí, které však nebyly za jeho života publikovány. Přestože původně zamýšlel vydat Silmarillion spolu s Pánem prstenů a některé části díla již byly dokončeny, zemřel v roce 1973 aniž by práci dokončil.
Po smrti svého otce se Christopher pustil do organizace jeho poznámek, z nichž některé byly napsány na kousky použitého papíru před půl stoletím. Většina z nich byla psána ručně, občas dokonce přes napůl vymazané dřívější náčrty. Jméno postavy se běžně změnilo i během jediného textu. Christopher se přiznal, že někdy hádal, co tím jeho otec myslel.
Spolu s Guyem Gavrielem Kayem, který mu pomáhal v letech 1974 až 1975, připravil Silmarillion na vydání v roce 1977. Silmarillion je často diskutovaná kniha, protože její finální podobu upravil Christopher, aby seděla do kánonu Středozemě. Silmarillion byl následován Nedokončenými příběhy Númenoru a Středozemě v roce 1980 a Historií Středozemě s 12 díly v letech 1983 a 1996.
V září 2006 oznámil Christopher Tolkien vydání nové knihy Húrinovy děti založené na otcových poznámkách z let 1918 až 1959. Práce nad touto knihou mu trvala 30 let. V dalším desetiletí vydal poslední dvě díla zkompletovaná z otcových návrhů: Beren a Lúthien a Pád Gondolinu